# Svart dynlav
Svart dynlav (Micarea denigrata) är en lavart som först beskrevs av Elias Fries, och fick sitt nu gällande namn av Hedl. Svart dynlav ingår i släktet Micarea och familjen Pilocarpaceae.  Arten är reproducerande i Sverige. Inga underarter finns listade i Catalogue of Life.

## Källor

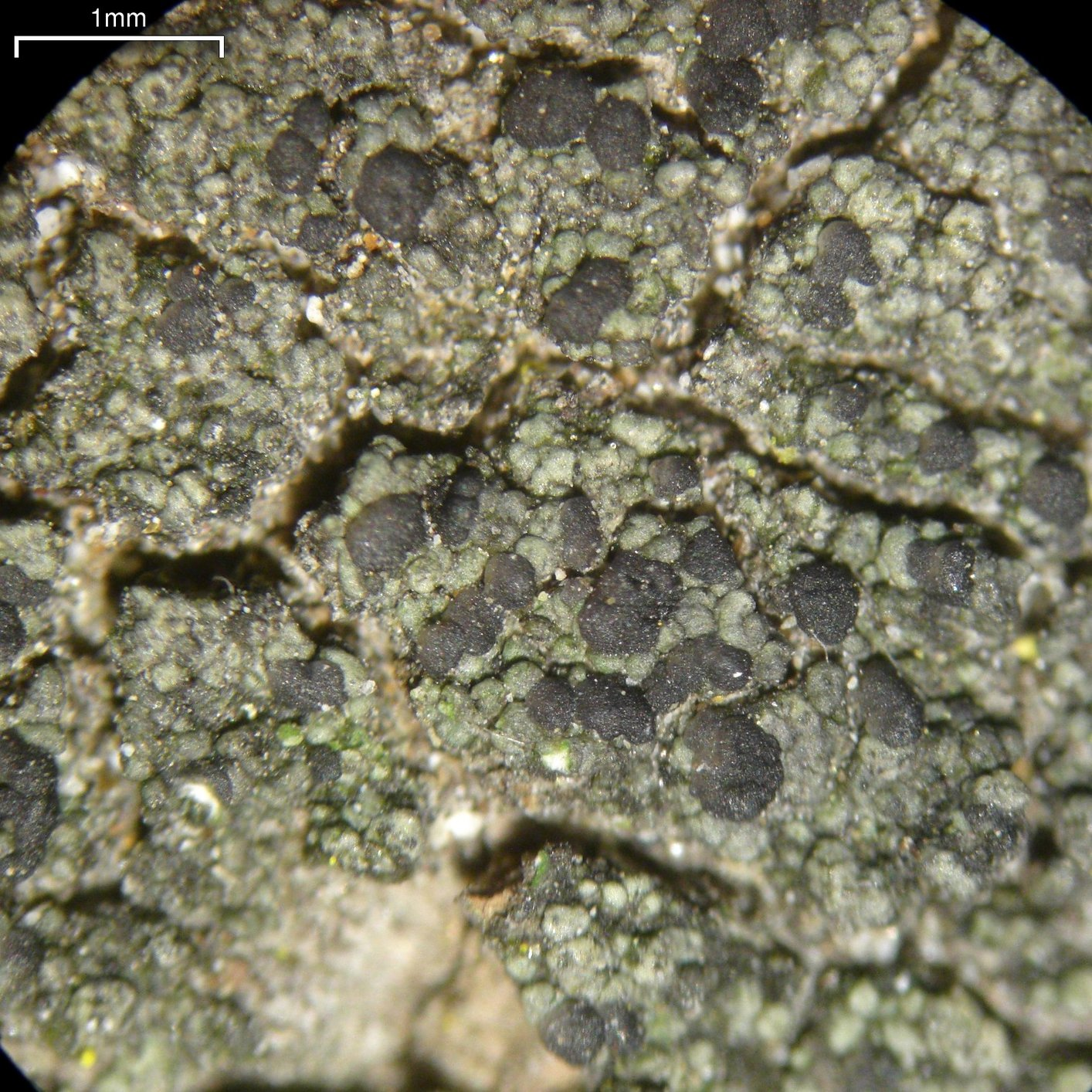